# Sainte-Geneviève d'Ottawa
Pour les articles homonymes, voir Sainte-Geneviève et Ottawa.
Sainte-Geneviève-d’Ottawa est une paroisse d’Ottawa, Ontario, nommée en l'honneur de Sainte Geneviève.

## Historique
La paroisse Sainte-Geneviève se situe dans le sud d'Ottawa dans le quartier Elmvale Acres. Fondée le 28 mai 1963 avec l'abbé Gaston Croteau nommé curé fondateur, la paroisse a d'abord utilisée la chapelle du Séminaire de Mazerod sur la rue Smyth pour des messes dominicales. À la fin de juillet 1963, un terrain a été acheté pour la construction d'une église à l'angle des rues Arch et Canterbury. Cette église fut construite selon le concept architectural de Gérard Sincennes, paroissien de Sainte-Geneviève. Elle est bénie en 1965.
Le 29 mai 1988, la paroisse souligne le 25e anniversaire de la paroisse par une consécration de l'église présidée par Mgr Joseph-Aurèle Plourde, archevêque.
Le 16 juin 2009, Mgr Prendergast, archevêque d'Ottawa approuve le nom de l'Unité pastorale que forment maintenant les paroisses de Saint-Thomas d'Aquin, Nativité, et Sainte-Geneviève. Cette unité porte le nom d'Unité Pastorale Paul VI.